# AGM-48 Skybolt

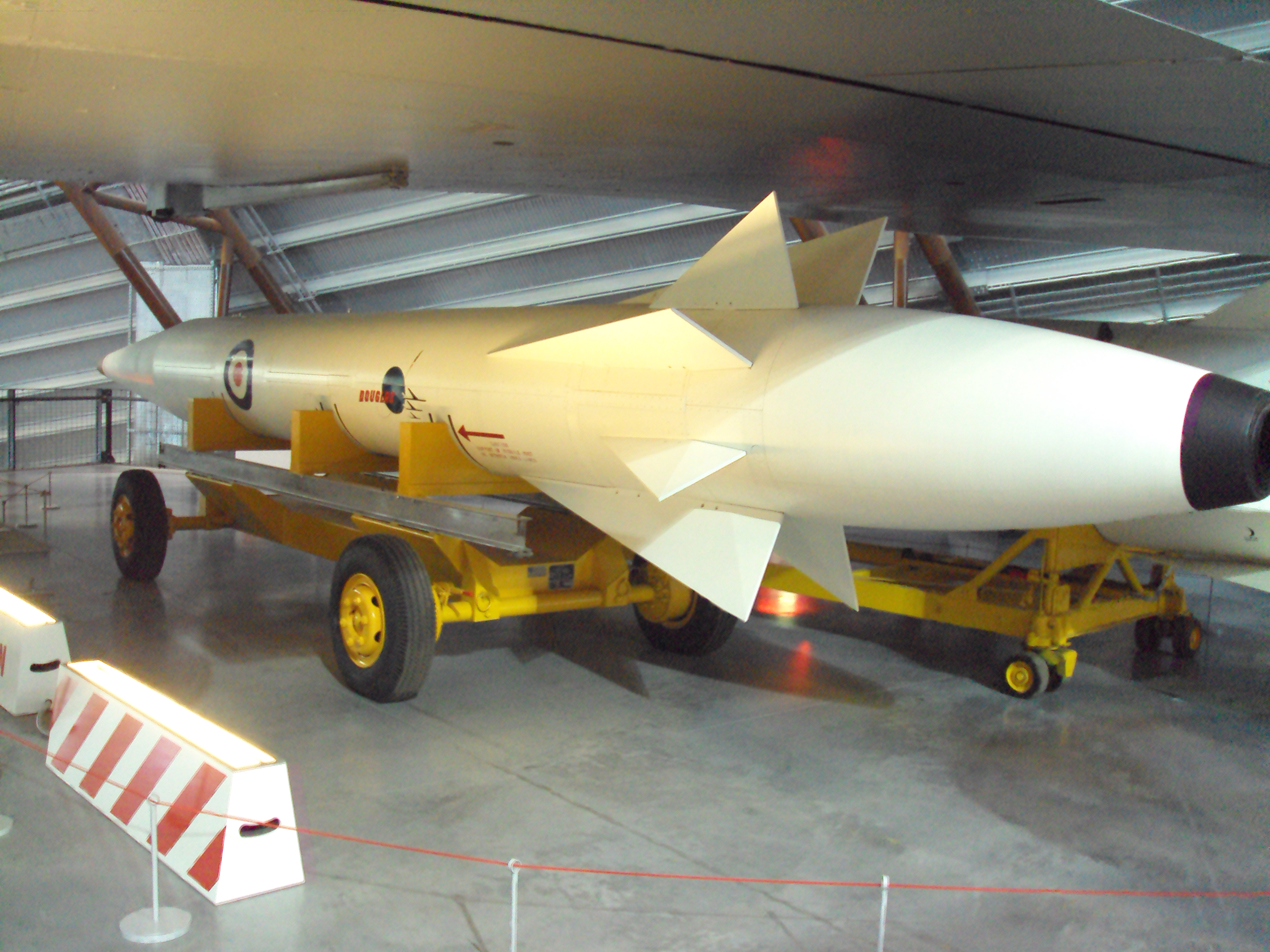
En modell av en brittisk Skybolt-robot, RAF:s museum, Cosford, Shropshire.

AGM-48 Skybolt var en flygburen ballistisk robot som började utvecklas i slutet på 1950-talet. Tekniska problem i kombination med att andra robotsystem togs i tjänst gjorde att projektet lades ner 1962.

## Bakgrund
På 1950-talet bestod USA:s kärnvapenarsenal huvudsakligen av bombflygplan med frifallande atombomber. I takt med att luftvärnsrobotar och överljudsjaktplan utvecklades blev det tydligt att det skulle bli svårt för bombflygplanen att nå mål inne i Sovjetunionen. Den första generationens interkontinentala ballistiska robotar som till exempel HGM-25A Titan I kunde visserligen nå dessa mål med enkelhet, men deras baser var kända och sårbara för överraskande anfall. Lösningen blev att bygga ballistiska robotar som kunde gömmas ombord på bombflygplan i luften eller på ubåtar under vattnet.
För Storbritannien var flygburna kärnvapen ännu viktigare. De brittiska öarna låg inom räckhåll för sovjetiskt bombflyg och medeldistansrobotar och det fanns inga ”avskilda” områden där landbaserade kärnvapen kunde baseras. Dessutom var det brittiska robotprojektet Blue Streak kraftigt försenat. Därför enades storbritanniens premiärminister Harold Macmillan och USA:s president Dwight D. Eisenhower i maj 1960 om att Storbritannien skulle få köpa 144 stycken Skybolt-robotar till sina Avro Vulcan.

## Utveckling
Inledande studier om hur man skulle kunna basera ballistiska robotar ombord på bombplan började 1958 och i maj 1959 fick Douglas Aircraft uppdraget att börja konstruera WS-138 (Weapon System = vapensystem). Douglas lade i sin tur ut konstruktion av kärnstridsspetsarna till General Electric, styrsystemet till Northrop Corporation och motorn till Aerojet.
1961 började flygproven med B-52:or och Vulcans och i april 1962 genomfördes den första provskjutningen. De fem första försöken misslyckades och först 19 december 1962 lyckades den sjätte provskjutningen. Samma dag lades projektet ner och produktionen upphörde. De robotar som redan hade hunnit tillverkas köptes av flygvapnet och användes för diverse robotprov, först med beteckningen XGAM-87 och, med det nya systemet från 1962, XAGM-48.

## Avveckling
De misslyckade provskjutningarna hade förstört flygvapnets förtroende för projektet, och dessutom försenat det kraftigt. Under tiden hade UGM-27 Polaris tagits i tjänst ombord på ubåten USS George Washington och den markbaserade roboten LGM-30 Minuteman skulle snart också tas i tjänst. Behovet av en flygburen ballistisk robot hade alltså försvunnit, i alla fall i USA.

### Skybolt-krisen
I Storbritannien var det annorlunda. De inhemska robotprojekten Blue Streak och Blue Steel II hade avbrutits i väntan på Skybolt. När USA:s försvarsminister Robert McNamara informerade brittiska underhuset om avvecklingen möttes han av starka protester. Den brittiska kärnvapenförmågan var nu i fara. Avvecklingen hotade att försämra de brittiska-amerikanska relationerna. Förhandlingar mellan Eisenhower och Macmillan inleddes i Nassau på Bahamas vilket ledde till den så kallade Nassauöverenskommelsen där USA erbjöd Storbritannien kärnvapen under förutsättning att de stod under gemensam kontroll. Överenskommelsen ledde till att Storbritannien i april 1963 kunde köpa amerikanska Polaris-robotar som baserades ombord på Resolution-klass ubåtar. Den inhemska atombomben WE.177 utvecklades för att behålla en begränsad kärnvapenförmåga inom Royal Air Force.